# Шабдар Осип
Шабда́р О́сип (справжнє ім'я Шабдаров Йосип Архипович; *27 березня 1898, село Мала Лужала, Казанська губернія — †11 листопада 1937, тюрма НКВД, Йошкар-Ола) — марійський письменник, драматург і педагог. 
Жертва сталінського терору.

## Біографія
Осип народився в родині марійського господаря Архипа Шабдара. По досягненні юнацького віку був мобілізований до російської армії, але після революції захопився комуністичними ідеями і навіть певний час був членом ВЧК. Закінчив Сернурський педагогічний технікум в 1922 році, потім Східний педагогічний інститут у Татарстані в 1932 році. Працював вчителем у школі в селищах Куженер та Сернур до моменту викрадення його людьми НКВС.

## Творчість
Почав писати в 1918 році, оприлюднивши вірш «Прокинься, марі!». Потім були новаторські «Шочмо мландемлан» (1919) та «У літню ніч» («Кеҥеж йўдым», 1919), «Мурызылан» (1920), які зарекомендували його як вправного лірика.
У 1920-их роках активно друкується у журналах «У илыш», «У вий», в газеті «Йошкар кече». У 1930-их творчість поета переживає накопичення конструктивістських прийомів, він пише поему з промовистою назвою «Трактор» (1930). Окремий вірш присвятив створенню Марійської Республіки у складі РРФСР.
Автор поетичних збірок:
- «Кӱсле йӱк» («Звук гусел») (1929),
- повість «Акыр саман» («Загибель світу») (1930),
- повість «Кориш» («Грицько») (1931),
- «Тӱшка вий дене» («Колективними зусиллями») (1931),
- «Вурс йӱк» («Сталевий дзвін») (1933),
- «Телеграма» (1933),
- роман «Ӱдырамаш корно» («Доля жіноча») (1937).

Також Шабдар Осип автор статей про історію марійської літератури, драматичних творів (знищені НКВС) та творів для дітей. В 1936 році, під тиском окупаційної комуністичної влади, погодився на створення поетичної поеми «Пісня про багатиря Чоткара» (у співавторстві з Чавайном та Іпаєм). В поемі у кололітературній формі оспівувався Сталін. Щоправда, це не вберегло автора від арешту та насильницької смерті.

## Жертва репресій
В 1937 році радянська влада взялася за фізичне винищення марійської інтелігенції, яка проводила форсовану модернізацію національної культури і долала наслідки комуністичного впливу. Серед цих жертв був і Шабдар Осип, який 1937 року був викрадений членами НКВС та обвинувачений у націоналізмі і троцькізмі. Після катувань був убитий. Довгий час радянська влада приховувала вбивство письменника Шабдара, а спецслужби поширили неправдиву чутку про його смерть аж 1943 року в одному з концтаборів ГУЛАГу.
Після Другої світової війни влада частково визнала провину за вбивство письменника, йому було встановлено пам'ятник у селищі Сернур. Московські видавництва замовили низку перекладів творів Шабдара російською мовою, зокрема й найкращого прозового твору «Доля жіноча».

### Переклади російською мовою
- Соловьиный родник. Антология марийской поэзии, Йошкар-Ола, 1970;
- Доля женская. Гибель мира, Йошкар-Ола, 1959;
- Кориш. Повесть, М., 1959.

## Дослідження творчості Шабдара
Більшість шабдарознавчих статей написана у післявоєнний час самими марійськими літературознавцями. Однак справжній скандал спричинила поява окремого дослідження про Шабдара у Швеції. Його автор — естонський філолог Ю. Мяґісте, який видав свою працю «Один із засновників марійської літератури Шабдар Осип» у Ґетеборзі в 1970 році.